# Astrophysical Journal
The Astrophysical Journal is een internationaal, aan collegiale toetsing onderworpen wetenschappelijk tijdschrift op het gebied van de astronomie. De naam wordt in literatuurverwijzingen meestal afgekort tot Astrophys. J. of ApJ.
Het wordt uitgegeven door IOP Publishing namens de American Astronomical Society.
Het eerste nummer verscheen in 1895.

## Hoofdredacteuren
- George Hale (1895–1902)
- Edwin Brant Frost (1902–1932)
- Edwin Hubble (1932–1952)
- Subrahmanyan Chandrasekhar (1952–1971)
- Helmut A. Abt (1971–1999)
- Robert Kennicutt (1999–2006)
- Ethan Vishniac (sinds 2006)